# Црква Пресвете Тројице у Дервенти
Црква Пресвете Тројице једнобродна је грађевина у селу Дервента код Милића, Република Српска. Припада епархији зворничко-тузланској, а посвећена је Пресветој Тројици.
Градња цркве започета је 22. јуна 1989. године, а темеље је осветио Епископ зворничко-тузлански Василије. Сазидана је од ситне цигле, димензија је 14,5 × 8,5 m, покривена је бакром и има звоник са два звона. Када је градња завршена, Епископ зворничко-тузлански Василије осветио је храм 5. септембра 1999. године. Ова црква је сада парохијска, иако у парохији постоји и старија црква Светих апостола Петра и Павла, која је раније била парохијска, а сада филијална.
Цркву је у периоду 1999—2004 живописао Гојко Ристановић из Београда, а иконостас је израђен у дуборезу од храстовог дрвета од стране Радета Пантића из Милића. Иконе је осликао наставник ликовне културе из Власенице, Његош Арнаут.